# Young Corbett II
William J. Rothwell era o nome verdadeiro de Young Corbett II (Denver, 4 de outubro de 1880 - 10 de abril de 1927), um pugilista americano que foi campeão mundial dos pesos-penas entre 1901 e 1903.

## Biografia
Iniciando sua carreira profissional no boxe em 1896, William Rothwell escolheu usar o nome Young Corbett II dentro dos ringues, em uma homenagem ao grande campeão dos pesos-pesados James Corbett.
Mantendo-se invicto até 1899, quando já tinha treze lutas no cartel, Corbett acabou sofrendo sua primeira derrota para Billy Rotchford, em uma disputa de título de campeão do oeste dos pesos-galos.
Após sofrer sua primeira derrota na carreira, nos dois anos que se seguiram, Corbett conseguiu uma boa recuperação, que culminou com sua vitória sobre o ex-campeão mundial George Dixon, em uma luta que lhe rendeu o título de campeão do oeste dos pesos-penas.
Impulsionado por sua vitória sobre o grande George Dixon, em sua luta seguinte, Corbett recebeu uma chance de disputar o título mundial dos pesos-penas, diante do campeão Terrible Terry McGovern.
Realizada no final de 1901, a luta entre McGovern e Corbett começou antes mesmo dos dois lutadores subirem ao ringue, quando Corbett invadiu o vestiário do campeão, a fim de provocá-lo com insultos. Partindo para o ataque verbal antes da luta, Corbett conseguiu diminuir a superioridade técnica do campeão, ao desestabilizar McGovern psicologicamente. Uma vez iniciado o combate, durante o primeiro round, um colérico McGovern partiu com tudo pra cima de Corbett, enquanto Corbett apenas estudava seu adversário. No retorno para o segundo assalto, McGovern continuou lutando agressivamente, o que permitiu Corbett aplicar um preciso contra-golpe, que fez o campeão ir à lona. Mcgovern então se reergueu e a luta se tornou bastante franca, com ambos lutadores trocando golpes, o que acabou resultando na queda de Corbett. Não obstante, Corbett rapidamente se levantou e continuou a trocar socos com McGovern, até conseguir nocautear de novo o campeão. McGovern não conseguiu se levantar e, dessa forma, Corbett havia conquistado o título mundial dos pesos-penas.
Uma vez campeão mundial dos pesos-penas, entre 1902 e 1903, Corbett defendeu seu título com sucesso por cinco vezes, incluindo uma revanche contra Terry McGovern, na qual Corbett novamente tornou a vencer o combate com um nocaute. Todavia, encontrando muita dificuldade em se manter dentro do peso permitido para os pesos-penas, Corbett então resolveu abdicar de seu título mundial e subir para a categoria dos pesos-leves.
Lutando entre os pesos-leves, Corbett não conseguiu fazer uma boa carreira, tendo conseguido poucas vitórias e sofrido muitas derrotas, dentre as quais figuram revéses para Jimmy Britt, Battling Nelson (2 vezes), Aurelio Herrera e Kid Sullivan. Abandonando os ringues em 1910, Corbett terminou sua carreira com catorze derrotas, dez das quais obtidas lutando entre os pesos-leves.
Em 2010, Young Corbett II juntou-se à galeria dos mais distintos boxeadores da história, que hoje possuem seus nomes imortalizados no museu do International Boxing Hall of Fame.